# تسمور
تسمور (به لاتین: Tsmur) یک منطقهٔ مسکونی در روسیه است که در داغستان واقع شده‌است.